# Популярность
Популя́рность (от лат. populares, от populus — народ) — высокая степень востребованности кого-либо или чего-либо в определённой области, например, популярная книга (доступная, понятная неучёным), или человек, пользующийся славой и общественной симпатией. 
На возникновение популярности в некоторых случаях влияет мода, и наоборот. Так же, как и мода, популярность привязана к определённому и, как правило, небольшому отрезку времени. Популярность зачастую смешивают с известностью, хотя это не одно и то же.
Слово произошло, вероятнее всего, от названия идейно-политического течения популяров — в поздней Римской республике конца II—I веков до нашей эры, которое противостояло оптиматам и отражало интересы плебса, прежде всего сельского.
В русском языке слово появилось из английского. В свою очередь, заимствование английским языком произошло из латыни в 1490 году. Popularity тогда значило принадлежащее людям».

## История феномена популярности
С древности прославлялись выдающиеся охотники, сказители, колдуны. Но важнейшим способом прославиться был подвиг на войне. Во многих первобытных обществах (например, у североамериканских индейцев) были достаточно сложные ритуалы прославления военно-грабительских подвигов юношей и мужчин. Также история различных религиозных движений богата примерами выдвижения талантливых проповедников, быстро приобретавших огромную популярность (Франциск Ассизский, Ян Гус, Джироламо Савонарола, Игнатий Лойола). 
Порой ради приобретения славы люди были готовы на все. Так, Герострат поджег храм Артемиды, который считался одним из семи чудес света. Императору Нерону очень хотелось приобрести славу актера, а императору Коммоду — выдающегося гладиатора.
Тем не менее, в докапиталистическом обществе личная известность была менее значима, чем знатность и близость к власти. Лишь при капитализме знаменитость стала легко «конвертироваться» в денежный доход. Важнейшее значение при этом имело развитие средств массовой информации.

## Стремление к популярности в современном обществе
К знаменитостям современного общества можно отнести работников телевидения, газет и других средств массовой информации; деятелей искусства, театра, литературы, кино, а частично также и науки; представителей шоу-бизнеса и мира моды; спортсменов, а также родственников известных людей, пользующихся этим фактом. Многие спортсмены, артисты, певцы, шоумены, топ-модели по уровню личного дохода обгоняют крупных предпринимателей. Популярность становится путем к шикарной (гламурной) жизни. Гламурно-богемная жизнь «звёзд» является притягательной для многих.
Исследования О. Г. Брима в городах Китая и Германии, показали, что около 30 % взрослых людей в течение всей жизни в числе нескольких наиболее сильных желаний называют мечту стать знаменитыми, а более 40 % мечтают о знаменитости в какой-либо период своей жизни. Такая же картина наблюдается и в США. Среди молодежи эти показатели еще выше. Примерно 2% людей считают славу своей самой желанной целью, перекрывающей все другие.